# Convitto Nazionale Vittorio Emanuele II (Cagliari)
Il Convitto Nazionale "Vittorio Emanuele II" di Cagliari è un convitto con scuole statali interne nella città di Cagliari, in Sardegna, presente dal 1618. Esso include tutti i livellidell'ordinamento scolastico italiano: dalla scuola primaria alla secondaria di primo grado fino agli istituti superiori quali liceo classico, liceo classico europeo, liceo scientifico internazionale (con l'opzione per la lingua cinese) e liceo scientifico sportivo.
L'istituto, attualmente diretto dal Rettore (figura dotata di autonomia amministrativa e di personalità giuridica) Paolo Rossetti, è statale. L'organo di gestione del Convitto è il Consiglio di Amministrazione composto dal Rettore stesso, che lo presiede, da un rappresentante del Comune di Cagliari, uno della Città metropolitana di Cagliari, due del Ministero dell'istruzione e uno della Direzione Regionale della Sardegna dell'Agenzia delle Entrate (articolo 203, decreto legislativo 297 del 16 aprile 1994).

## Storia
Il Convitto è una delle istituzioni educative più antiche della Sardegna. Fu fondato il 27 novembre del 1618 ad opera del Monsignor Francisco Desquivel (spagnolo di nascita che nel periodo della dominazione spagnola dell'isola venne nominato arcivescovo di Cagliari e fondò anche 11 anni prima l'Università degli Studi di Cagliari) come Seminario Callaritano, e affidato ai padri gesuiti.  Realizzata anche con il concorso del Comune, la scuola fu riservata inizialmente ai giovani nobili di Cagliari con una successiva estensione ai sardi grazie anche al sistema delle “piazze” gratuite o semigratuite offerte da sovrani e benefattori. All'epoca, venne identificato come Seminario dei Nobili perché destinato principalmente all'educazione della nobiltà isolana..
Inizialmente si trovava in una casa privata nella Pratz'e Stampaxi (l’attuale Piazza Yenne, piazza centrale e simbolo della città), dal 1625 fu trasferito nell’edificio di piazza Indipendenza, poi occupato dal Conservatorio della Divina Provvidenza (più noto come le "Conservatorio delle Orfanelle").  Nel 1830 l’istituto venne chiuso per essere poi riaperto 5 anni dopo con il titolo di Convitto per l’educazione dei giovani nobili e di civile condizione, trasferendosi nel palazzo Duca di San Giovanni, tuttora sede centrale situata in via Manno. Curiosità vuole che Giuseppe Manno, a cui è intitolata oggi la via, fu studente dell'istituto quando appunto era ancora chiamato Collegio dei Nobili.
Nel 1848 prese il nome di Regio Convitto Nazionale e dal 1861, sotto la direzione di un Rettore, il Convitto Nazionale venne in seguito intitolato al re Vittorio Emanuele II.
Nel XX secolo, con la progressiva apertura anche alle classi sociali meno abbienti, crebbe vertiginosamente la necessità di ulteriori spazi per convittori ma anche per semiconvittori. Alcuni studenti vennero stanziati all’ex Noviziato di San Michele dei Gesuiti, la villa Pernis sopra l’Annunziata, e anche in aree libere in via Milano o nel viale Colombo nel quartiere di Bonaria. Dagli anni settanta venne concesso un ampio spazio nella località di Terramaini a Pirri che progressivamente venne ampliato e che è tuttora la principale e più grande sede didattica dell'istituto.

## I servizi offerti
L'insegnamento scolastico mattutino, in orario curricolare, è totalmente statale. In orario extracurricolare l'istituto offre il servizio di convitto e semiconvitto. Dal 1997 sono state ammesse anche le ragazze, che prima di allora abbandonavano l'istituto al termine dell'orario curricolare.

### Convitto
L'istituzione educativa si caratterizza per la presenza del servizio di residenzialità per i convittori e le convittrici che frequentano le scuole annesse o esterne al Convitto. Dal 2015 la struttura di accoglienza si trova presso la sede della Scala di Ferro di via Torino. Prima di allora i convittori risiedevano nella sede storica di via Manno.
La possibilità di permanere in una struttura controllata, durante la settimana, offre ai convittori e alle convittrici la possibilità della piena realizzazione del diritto allo studio costituzionalmente riconosciuto, sopperendo alle difficoltà conseguenti alle grandi distanze tra le scuole secondarie di secondo grado scelte dagli studenti e la loro residenza nell’entroterra sardo..

### Semiconvitto
Il Semiconvitto è una peculiarità esclusiva dei Convitti Nazionali Statali e degli Educandati statali e si caratterizza per l’offerta alle famiglie di un processo formativo integrato, in cui docenti ed educatori attuano interventi adeguati ai bisogni degli alunni.Il Personale Educativo che vi opera è personale docente statale selezionato mediante concorso pubblico per titoli ed esami.
Le attività del Semiconvitto hanno inizio dopo la fine delle lezioni, proseguono con il pranzo, con le attività ludico-ricreative e infine, con le attività didattico-educative..  

## Le sedi

### Via Manno
La prima sede storica, già sede del Seminario Cagliaritano, si trova in via Manno, centralissima via del commercio del centro storico cittadino, nel quartiere della Marina, ed è ubicata nell'antico palazzoDuca di San Giovanni a 100 metri dal Bastione di Saint Remy. Recentemente oggetto di interventi di ristrutturazione, vanta locali di particolare pregio, come la Sala Udienze, idonea a ospitare conferenze e manifestazioni culturali e la Biblioteca Storica, con moderni e funzionali arredi in piena sintonia con lo stile architettonico preesistente, che accoglie una delle più importanti collezioni di testi antichi di Cagliari.  
In questo edificio attualmente è presente la secondaria di primo grado ad indirizzo musicale ed è funzionante il semiconvitto. Fino al 2015 era luogo di residenza dei convittori prima dello spostamento ne La Scala di Ferro a causa di inagibilità di alcuni dei locali di alloggio e pernottamento.

### Via Pintus
La sede di via Pintus, ubicata tra Cagliari e Pirri, si trova all’interno di una vasta area dove negli anni ottanta del XX secolo è stata realizzata una moderna struttura scolastica con diverse infrastrutture e attrezzature. Oltre all'edificio scolastico su tre piani sono presenti un refettorio, un giardino, un'area outdoor con un campo da pallacanestro e due campi da pallavolo, più un'area più grande per il calcio dotata di un campo di calcio a 11 in terra battuta e un'area attigua con campi più piccoli. Quest'ultima zona negli anni 2010 è stata rinnovata e sono stati realizzati due campi in erba sintetica, uno a 5 e uno a 7. Nel 2002 fu inaugurata la nuova palestra valida per ogni sport indoor. 
Al suo interno sono presenti la scuola primaria, la secondaria e dalla metà degli anni 2000 i licei. Nata come succursale della sede centrale di via Manno, con gli anni è diventata progressivamente la sede numericamente più importante ma non solo, diventando la sede degli uffici del Rettore e della segreteria per gli alunni e per il personale di tutto l'istituto..  
In questo complesso il Convitto offre all'utenza un servizio di `Semiconvitto` alla Scuola Primaria, Secondaria di I grado e Licei.

### Via Torino
La Scala di Ferro è un edificio storico della città, uno dei più importanti monumenti neogotici della Sardegna. Si trova tra viale Regina Margherita e via Torino, sopra l'antico bastione di Nostra Signora del Monserrato, nel quartiere della Marina. Già dalla fine dell'Ottocento la struttura ha avuto una finalità ricettiva, diventando uno dei principali hotel di Cagliari e ospitando diversi personaggi famosi come lo scrittore inglese David Herbert Lawrence (che immortalerà l'hotel nelle pagine di Sea and Sardinia del 1921), l'archeologo tedesco Theodor Mommsen, ma anche Gabriele D'Annunzio, Filippo Tommaso Marinetti, Salvatore Quasimodo, Carlo Levi, Sibilla Aleramo, Fausto Coppi, Gino Bartali, Mario Del Monaco e Totò. Cessò la sua attività ricettiva nel 1964. Dal 2015 è diventato luogo di residenza dei convittori dell'istituto, che prima risiedevano negli alloggi presenti nella sede storica di via Manno.
L'edificio ospita anche alcune classi del Liceo classico in convenzione col Conservatorio e il liceo scientifico internazionale.

### Piazza Giovanni XXIII
La sede di Piazza Giovanni XXIII, nel quartiere Fonsarda, situata nei pressi del Parco della Musica è condivisa con alcune sezioni dell'I.C. Santa Caterina (il Conservatorio di Cagliari) e conta quattro classi. Promuove attività di arricchimento didattico, come quelle propedeutiche allo studio della musica e il laboratorio di approfondimento della lingua inglese, che si svolge in orario extracurricolare.